# ⑥計画
⑥計画（まるろくけいかく）は、大日本帝国海軍の海軍軍備計画。正式名称は第六次海軍軍備充実計画だが、通称として○の中に数字を入れてマル6（まるろく）計画と呼ばれた。

## 概要
1940年（昭和15年）、アメリカでは日本海軍の④計画に対抗する第三次ヴィンソン案を成立させ、それに対し日本は⑤計画で対抗した。しかしアメリカは更に翌1941年にはスターク案（両洋艦隊法案）を発表した。日本海軍はそれに対抗して、対米7割の戦力を堅持するために、⑥計画を策定した。
本計画は⑤計画と平行して研究された。しかしながら当時はまだ⑤計画でさえも予算成立はしておらず、その後のミッドウェー海戦の敗戦で大きく計画修正が余儀なくされた中で、本計画は十分な検討がなされず、実現の可能性はほとんどなかったと思われる。1943年（昭和18年）4月にマル戦計画が策定された時にそのまま消滅したようである。

## 当初構想
⑤計画と⑥計画は、④計画以降の日本海軍の兵力整備構想として検討が始められた。⑤計画は昭和17年度より同22年度までの6ヶ年計画、⑥計画は昭和19年度より同25年度までの7ヶ年計画であり、以下の艦艇を建造する構想であった。
| 艦種         | ⑤  | ⑥  | S25末の隻数 | 内艦齢超過数 | 備考                                       |
| ------------ | -- | -- | ----------- | ------------ | ------------------------------------------ |
| 戦艦         | 2  | 2  | 18          | 10           |                                            |
| 航空母艦     | 2  | 0  | 10          | 2            |                                            |
| 甲巡         | 2  | 8  | 28          | 8            |                                            |
| 乙巡         | 8  | 7  | 21          | 0            |                                            |
| 駆逐艦       | 24 | 17 | 121         | 25           |                                            |
| 駆逐艦（乙） | 8  | 6  | 20          | 0            |                                            |
| 潜水艦       | 21 | 5  | 77          | 6            | ⑤（甲2・乙丙10・海大9）、⑥（乙丙1・海大4） |
| 水上機母艦   | 1  | 1  | 5           | 0            |                                            |
| 潜水母艦     | 0  | 0  | 3           |              | 大鯨・高崎・剣崎                           |
| 敷設艦       | 1  | 1  | 7           |              |                                            |
| 海防艦       | 4  | 0  | 10          |              | 旧式2を含む                                |
| 砲艦（大）   | 0  | 1  | 3           |              |                                            |
| 砲艦（中）   | 2  | 2  | 6           |              |                                            |
| 砲艦（小）   | 0  | 0  | 2           |              |                                            |
| 水雷艇       | 0  | 0  | 12          |              |                                            |
| 掃海艇       | 6  | 6  | 30          |              |                                            |
| 敷設艇       | 6  | 8  | 32          |              |                                            |
| 駆潜艇       | 9  | 8  | 36          |              |                                            |
| 工作艦       | 1  | 0  | 2           |              |                                            |
| 測量艦       | 1  | 1  | 4           |              |                                            |
| 飛行艇母艦   | 3  | 0  | 4           |              |                                            |
| 急設網艦     | 1  | 1  | 6           |              | 白鷹を含む                                 |
| 砕氷艦       | 1  | 0  | 2           |              |                                            |
| 練習艦       | 1  | 0  | 4           |              |                                            |
| 運送艦       | 1  | 2  | 16          |              |                                            |

上表の通り、当初の⑥計画は空母と潜水艦の建造が⑤計画までで一区切りつき、重巡洋艦の更新に重点を置いたものであった。

## 計画内容
1941年（昭和16年）9月21日、軍令部総長から海軍大臣に宛てて⑤計画と⑥計画の正式協議が行われた（「昭和十六年度九月二十一日付軍令部機密第四七一号昭和十七年度艦船建造補充、航空兵力増勢ノ件商議」）。この内、⑤計画は昭和十七年度第一期計画、⑥計画は第二期計画とされる。元々⑥計画はアメリカの両洋艦隊法案に対抗して急遽作成されたという事もあり、概案の定まっていない⑤計画同様、⑥計画の内容も未だ流動的だった。だが更なる建造計画に関する基礎研究や、予算等の見通しが立たないまま戦争が直前に迫り、十分な審議をする時間的余裕がなかった。その後、改⑤計画が策定されると共に⑥計画は自然消滅していった。

### 艦艇
- 戦艦:4隻
- 超巡洋艦:4隻
- 航空母艦:3隻
- 巡洋艦:12隻
- 駆逐艦:34隻
- 潜水艦:67隻

など合計197隻、80万トン以上

### 航空隊
- 実用航空隊:68隊

計画達成時には計200隊

## 計画完成時の戦時編制案

### 両洋艦隊案対応前
本節の出典は。
連合艦隊第1艦隊
第1戦隊
⑥戦艦2・⑤戦艦2
第2戦隊
④戦艦2・③戦艦2
第3戦隊
長門・陸奥
第4戦隊
扶桑・山城・伊勢・日向
第12戦隊
⑤巡乙4
第13戦隊
⑤巡乙4
第1水雷戦隊
⑥巡乙1・④駆逐艦16
第3水雷戦隊
⑥巡乙1・駆逐艦16（内8は⑤計画艦）
特水雷母1
第1航空戦隊
赤城・加賀・④駆乙4
第6航空戦隊
特空母2・駆逐艦2
第7航空戦隊
特空母3
艦隊附属
大鯨・駆逐艦1
同 第2艦隊
第5戦隊
比叡・霧島
第6戦隊
⑥巡甲4
第7戦隊
⑥巡甲4
第8戦隊
利根・筑摩・⑤巡甲2
第9戦隊
高雄・愛宕・摩耶・鳥海
第10戦隊
最上・三隈・鈴谷・熊野
第2水雷戦隊
⑥巡乙1・⑥駆逐艦16
第4水雷戦隊
⑥巡乙1・⑤駆逐艦16
特水雷母1
第2航空戦隊
⑤空母2・⑤駆乙4
第3航空戦隊
④空母1・③空母2・⑥駆乙6
第4航空戦隊
蒼龍・飛龍・⑤駆乙4
第5航空戦隊
剣崎・高崎・駆逐艦2
艦隊附属
龍驤・④駆乙2
同 第3艦隊
第14戦隊
金剛・榛名
第15戦隊
妙高・羽黒・那智・足柄
第11戦隊
砲艦11（内2は⑤計画艦，3は⑥計画艦）
第1砲艇隊
砲艇16
第16戦隊
津軽・八重山・⑤敷設1
第5水雷戦隊
④巡乙1・③駆逐艦15・⑥駆逐艦1
第5潜水戦隊
④練巡1・④巡乙1・海大4・呂号2
第8航空戦隊
⑤水母1・特水母5
第1根拠地隊
第2根拠地隊
上海特別陸戦隊
同 第4艦隊
第17戦隊
青葉・衣笠・④巡乙1
第18戦隊
沖島・厳島・⑥敷設1
第19戦隊
特巡6
第20戦隊
⑤海防4
第6水雷戦隊
④巡乙1・駆逐艦16
特水雷母1
第6潜水戦隊
⑤練巡1・⑥巡乙1
伊7・（海大1・④海大1・⑥海大1）・（⑥海大3）・（海大3）
第3根拠地隊
第4根拠地隊
第5根拠地隊
第6根拠地隊
艦隊附属
特設監視艇（甲）18
同 第5艦隊
第21戦隊
加古・古鷹
第22戦隊
特巡2・特水母2
第23戦隊
特巡2・特水母2
第24戦隊
特巡2・特水母2
第25戦隊
占守・国後・八丈・宮古
第7根拠地隊
艦隊附属
特設監視艇（甲）27
同 第6艦隊
第1潜水戦隊
④巡丙1・香取・特潜母1
伊10・第1潜水隊（巡潜3）・第2潜水隊（巡潜3）・第3潜水隊（巡潜2・④巡潜1）
伊11・第15潜水隊（④巡潜3）・第16潜水隊（④巡潜3）・第17潜水隊（④巡潜3）
第2潜水戦隊
④巡丙1・鹿島・特潜母1
伊9・第5潜水隊（巡潜3）・（④巡潜3）・（④巡潜1・⑤巡潜1・⑥巡潜1）
⑤潜甲1・（⑤巡潜3）・（⑤巡潜3）・（⑤巡潜3）
同 基地航空艦隊
第1基地航空隊
松島空・香取空・特航運2
第2基地航空隊
豊橋空・横浜空・特航運2
第5基地航空隊
美幌空・千歳空・三沢空・特航運3
連合艦隊附属
第3潜水戦隊
④練巡1・⑥巡乙1・④潜甲1・④海大9
第4潜水戦隊
⑤練巡1・⑥巡乙1・伊7・⑤海大9
第26戦隊
千歳・千代田・日進
第27戦隊
特巡4
第3基地航空隊
高雄空・新竹空・特航運2
第4基地航空隊
鹿屋空・特設空1・④飛母1・⑤飛母3・特航運1
第6基地航空隊
台南空・特設空1・特航運4
第7基地航空隊
元山空・松江空・特航運2
瑞穂・⑥水母1・摂津・明石・⑤工1・特工2